# (935) Clivia
(935) Clivia és un asteroide pertanyent al cinturó d'asteroides descobert el 7 de setembre de 1920 per Karl Wilhelm Reinmuth des de l'observatori de Heidelberg-Königstuhl, Alemanya.
Està anomenat per la clivia, un gènere de plantes de la família de les amaryllidaceae. Clivia forma part de la família asteroidal de Flora.